# Троицкий (Лаишевский район)
 Троицкий  — поселок в Лаишевском районе Татарстана. Входит в состав Орловского сельского поселения.

## География
Находится в западной части Татарстана на расстоянии приблизительно 15 км по прямой на юг от Казани.

## История
Известен с 1949 года.

## Население
Постоянных жителей было: в 1926 — 82, в 1938—212, в 1949 — 91, в 1958—112, в 1970—124, в 1979 — 75, в 1989 — 42, в 2002 — 48 (русские 65 %, татары 33 %), 44 в 2010.